# Juan Pablo Faúndez
Juan Pablo Faúndez, född 2 november 1975, är en friidrottare från Chile. Han deltog vid olympiska sommarspelen 2000.